# Singspiel

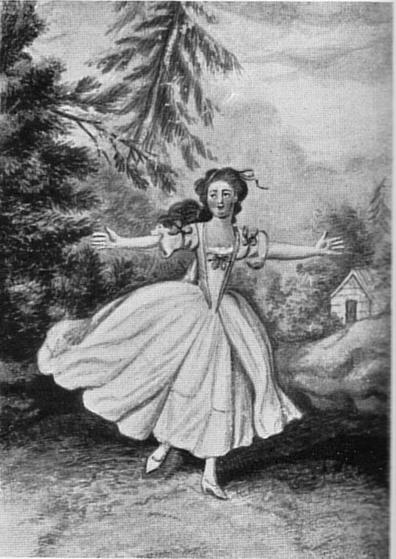
Demoiselle Huber als Elmire in Goethes singspiel „Erwin und Elmire“. Tekening van Daniel Chodowiecki.

Het Singspiel is een Duits opera-genre dat in de late achttiende en in het begin van de negentiende eeuw populair was. De wortels van het genre liggen in Frankrijk: de opéra-comique. Kenmerken zijn onder andere dat het geen recitatieven heeft, maar gesproken dialogen en eenvoudige aria-vormen. Na Wolfgang Amadeus Mozart (die zelf van het Singspiel naar opera seria en opera buffa evolueerde) en Beethoven ging de Duitse opera met Carl Maria von Weber en vooral Richard Wagner een andere weg in.